# 特乐酚
特乐酚（化学名：6-叔丁基-4,6-二硝基苯酚，2-tert-butyl-4,6-dinitrophenol）是一种含氮有机化合物，分子式C10H12N2O5，属于二硝基苯酚类除草剂。